# Marrucheti
Marrucheti is een plaats (frazione) in de Italiaanse gemeente Campagnatico.
Dit is een klein dorpje gelegen in het groene Maremma halverwege tussen Campagnatico en Istia.
Daar staat de kerk van Santa Maria Ausiliatrice.